# Thelocarpaceae
Thelocarpaceae es una familia de hongos en el filo Ascomycota. La familia aún no ha sido clasificada taxonómicamente en ninguna de las clases ni órdenes de ascomicetos (incertae sedis).